# Otto Hönigschmid
Otto Hönigschmid (Hořovice, 13 de marzo de 1878 - Múnich, 14 de octubre de 1945) fue un químico austrohúngaro de origen bohemio.

## Vida y educación
Durante su juventud, Hönigschmid vivió en distintas ciudades como consecuencia de los traslados laborales de su padre, un funcionario austríaco llamado Johann. Finalizó sus estudios secundarios en la ciudad de Praga y comenzó los estudios de medicina en la universidad de dicha ciudad aunque finalmente se decantó por la química. En 1901 se graduó en esta disciplina bajo la tutela de Guido Goldschmiedt, trabajando en el campo de la química orgánica.

## Trabajo
Hönigschmid completó su formación ejerciendo como asistente de Henri Moissan en la Universidad de París. Durante su estancia en dicho grupo, de 1904 a 1906, realizó investigaciones sobre la química de altas temperaturas y llevó a cabo estudios con siliciuros, carburos y boruros. Consiguió su habilitación como profesor en 1908 con un trabajo sobre carburos y siliciuros.
En 1909 realizó una estancia en el grupo de Theodore Richards en la Universidad de Harvard, referencia mundial en la medición de masas atómicas.
En 1911, Hönigschmid puso sus conocimientos en la determinación de masas atómicos al servicio del recién inaugurado Instituto del Radio de Viena. Sus investigaciones en colaboración con esta institución demostraron que la masa atómica del plomo variaba en función del origen geológico de la muestra. Estos resultados impulsaron la teoría que propuso la existencia, confirmada posteriormente, de los isótopo.
En el mismo año, Hönigschmid logró el puesto de profesor de química inorgánica y química analítica en la Universidad de Praga, aunque siguió relacionado con el Instituto del Radio de Viena. En 1918, aceptó la dirección del departamento de química analítica de la Universidad de Múnich. En dicha institución instauró un laboratorio de masa atómicas, pues dedicó el resto de su vida investigadora al estudio de esta propiedad atómica.
A lo largo de su vida científica, Hönigschmid fue capaz de determinar la masa atómica de unos cincuenta elementos químicos, incluyendo las primeras estimaciones de la masa atómica del renio y del hafnio. El trabajo de Hönigschmid fue de gran importancia para el descubrimiento y desarrollo del concepto de isótopo.
El fin de la I Guerra Mundial con la derrota del Imperio alemán supuso la exclusión de este territorio del Consejo Internacional de Investigaciones (Conseil International des Recherches), institución científica internacional fundada en 1919. Este hecho animó a una serie de científicos que incluían a Wilhelm Ostwald, Max Bodenstein, Otto Hahn, R. J. Meyer y al propio Hönigschmid, a fundar una comisión de masa atómicas, presidida por Ostwald. Tras la jubilación de Ostwald, Hönigschmid se hizo cargo de la dirección de la comisión y fue el impulsor de la publicación anual de los informes de la comisión. Ya en 1930, se instituyó una nueva comisión internacional de masas atómicas en la que Alemania fue incluida. Allí Hönigschmid colaboró con científicos como Gregory P. Baxter, Marie Curie, R. J. Meyer y Paul LeBeau. En 1940, se le concedió la prestigiosa medalla Liebig.
Al finalizar la II Guerra Mundial, la salud de Hönigschmid se vio gravemente deteriorada. En 1945, tras la destrucción del Instituto del Radio de Viena y viéndose en una situación desesperada, Hönigschmid y su esposa se suicidaron.